# マイルズ・アウェイ (ウィンガーの曲)
「マイルズ・アウェイ」は、アメリカ合衆国のグラム・メタル/ハード・ロックバンドウィンガーのアルバム『イン・ザ・ハート・オブ・ザ・ヤング』からのシングル。

## 解説
キーボーディストのポール・テイラー作のバラード・ソングで、ウィンガーのオリジナル曲としては初めて、バンドの中心人物であるキップ・ウィンガーが作詞・作曲に関与していないものとなった。1990年末にポップ系ラジオ局へリリースされるとAOR市場で成功を収め、楽曲はBillboard Hot 100にて最高位12位を記録した。また、ウィンガーの作品としては初となる全英チャート入りを果たし、最高56位に達した。
キップ・ウィンガーは、ソロ・アルバム『アナザー・ウェイ』（1998年）で、この曲をセルフカバーした。